# گزنده‌دار بزرگ
گزنده‌دار بزرگ (نام علمی: Dendrocnide excelsa) نام یک گونه از سرده گزنده‌دار است.